# Zagreb (contratorpedeiro)
O Zagreb foi o segundo de três contratorpedeiros da classe Beograd construídos para a Marinha Real Jugoslava (KM) no final da década de 1930. Foi projetado para ser incorporado como parte de uma divisão naval liderada pelo líder da flotilha Dubrovnik e foi o primeiro navio de guerra construído no Reino da Jugoslávia. O Zagreb entrou em serviço em agosto de 1939, estava armado com uma bateria principal de quatro canhões de 120 milímetros em montagens individuais, e tinha uma velocidade máxima de 65 quilómetros por hora.
A Jugoslávia entrou na Segunda Guerra Mundial quando as potências do Eixo invadiram em abril de 1941. A 17 de abril, o Zagreb foi afundado por dois dos seus oficiais na Baía de Kotor para evitar a sua captura pela aproximação das forças italianas. Ambos os oficiais foram mortos pela explosão das cargas. Um filme francês de 1967, Flammes sur l'Adriatique (Mar Adriático de Fogo), contou a história do destino do navio e das mortes dos dois oficiais. Em 1973, no trigésimo aniversário da formação da Marinha Jugoslava, os dois homens foram condecorados postumamente com a Ordem do Herói do Povo pelo presidente Josip Broz Tito.

## Antecedentes
No início dos anos 1930, a Marinha Real Jugoslava (KM) buscou o conceito de líder de flotilha, que envolvia a construção de grandes contratorpedeiros semelhantes aos contratorpedeiros da Marinha Real da classe V e W da Primeira Guerra Mundial, e baseou-se na experiência da Marinha Francesa durante a Campanha do Adriático. Na Marinha Francesa entre guerras, esses navios foram planeados para operar com contratorpedeiros menores, ou como meias flotilhas de três navios. A Marinha Real Jugoslava decidiu construir três desses líderes de flotilha, navios que poderiam atingir altas velocidades e teriam longa resistência. A exigência de resistência refletia os planos jugoslavos de posicionar os navios no Mediterrâneo central, onde eles seriam capazes de operar ao lado dos navios de guerra franceses e britânicos. Isso resultou na construção do contratorpedeiro Dubrovnik em 1930–1931. Logo após ter sido encomendado, o início da Grande Depressão significou que apenas um navio da planeada meia flotilha foi construído.
Apesar do facto de que outros dois grandes contratorpedeiros planeados não seriam construídos, a ideia de que o Dubrovnik pudesse operar com vários contratorpedeiros menores persistiu. Em 1934, impulsionado por um crédito especial de 500 milhões de dinares para um programa de ampliação e modernização, a KM decidiu adquirir três desses contratorpedeiros para operar numa divisão naval liderada pelo Dubrovnik.

## Descrição e construção
A classe Beograd foi desenvolvida a partir de um contratorpedeiro francês, e o segundo navio da classe, Zagreb, foi construído pela Jadranska brodogradilišta em Split, Jugoslávia, sob supervisão francesa. O estaleiro em que foi construído era propriedade conjunta da Yarrow e da Chantiers de la Loire. O navio tinha um comprimento total de 98 metros, uma boca de 9,45 metros, e um calado normal de 3,18 metros. O seu deslocamento foi de 1210 toneladas, mas deslocava 1655 toneladas em plena carga. A tripulação consistia em 145 oficiais e praças. O navio era movido por turbinas a vapor Parsons acionando duas hélices, usando vapor gerado por três caldeiras tubulares de água Yarrow. As suas turbinas foram avaliadas entre 30 000–33 000 kW, e o navio foi projetado para atingir uma velocidade máxima de 70-72 quilómetros por hora, embora ela só tenha conseguido atingir uma velocidade máxima prática de 65 quilómetros por hora em serviço. Carregava 120 toneladas de óleo combustível. Embora os dados não estejam disponíveis para o Zagreb, o seu navio irmão Beograd tinha um alcance de 1900 quilómetros.
O seu armamento principal consistia em quatro canhões de superdisparo Škoda L/46 de 120 milímetros em montagens únicas, dois à frente da superestrutura e dois à ré, protegidos por escudos de canhão. O seu armamento secundário consistia em quatro canhões antiaéreos Škoda de 40 milímetros em duas montagens gémeas, localizadas em ambos os lados do convés ao abrigo de popa. Ele também foi equipado com duas montagens triplas de tubos de torpedos com 550 milímetros e duas metralhadoras. O seu sistema de controlo de fogo foi fornecido pela empresa holandesa Hazemeyer. Na configuração como foi construído, era também capaz de carregar 30 minas navais.
O navio viu o batimento da quilha em 1936 e foi lançado a 30 de março de 1938. O Zagreb foi o primeiro navio de guerra a ser construído na Jugoslávia. A sua cerimónia de lançamento foi supervisionada pela esposa do Ministro do Exército e da Marinha e um feriado foi declarado para marcar a ocasião. O contratorpedeiro foi comissionado na KM em agosto de 1939.

## Carreira
Na época da invasão do Eixo na Jugoslávia em abril de 1941, o Zagreb e o Beograd foram alocados para a 1.ª Divisão de Torpedos com sede na Baía de Kotor. Desde a eclosão da guerra a 6 de abril, houve ataques aéreos do Eixo contra navios e instalações costeiras na Baía de Kotor, mas apesar dos quase acidentes, o Zagreb não foi atingido por nenhuma bomba inimiga. Durante os dias que se seguiram à invasão, o Zagreb e outros navios foram movidos para diferentes locais dentro da baía e camuflados. A 16 de abril, a tripulação do navio foi informada da rendição iminente das forças armadas Jugoslavas e recebeu ordens de não resistir mais ao inimigo. Uma grande parte da tripulação deixou o navio ao receber esta notícia. No dia seguinte, com as forças italianas a aproximarem-se da Baía de Kotor, dois oficiais subalternos, Milan Spasić e Sergej Mašera, forçaram o capitão e a tripulação que ainda estava a bordo a sair do navio e armaram cargas de afundamento para evitar a sua captura. Ambos os militares faleceram nas explosões. A maior parte do navio afundou, enquanto as partes que permaneceram na superfície queimaram nos dias seguintes. Os restos mortais de Spasić chegaram à costa a 21 de abril e receberam um funeral militar completo pelas forças italianas a 5 de maio. A cabeça de Masera também apareceu e foi secretamente enterrada pelos habitantes locais.
A destruição do Zagreb foi retratada no filme francês de 1967 Flammes sur l'Adriatique (Mar Adriático de Fogo), dirigido por Alexandre Astruc e estrelado por Gérard Barray. O filme foi parcialmente filmado na Jugoslávia e foi lançado na França em 1968. Em 1973, no trigésimo aniversário do estabelecimento da Marinha Jugoslava, o Presidente da Jugoslávia e líder guerrilheiro Josip Broz Tito, premiou postumamente os dois oficiais com a Ordem do Herói do Povo pela sua coragem. Em meados da década de 1980, a cabeça de Mašera foi desenterrada e identificada por uma equipa forense, evento após o qual foi enterrada num cemitério em Liubliana (na atual Eslovénia). Uma parte da proa do Zagreb encontra-se em exibição no Museu Marítimo de Montenegro em Kotor.

### Livros, revistas e notícias
- «Addition to Yugoslavia's Fleet». Great Britain and the East. Londres: Brittain. 1938. OCLC 183360562
- Campbell, John (1985). Naval Weapons of World War Two. Londres: Conway Maritime Press. ISBN 978-0-85177-329-2
- Cernuschi, Enrico; O'Hara, Vincent O. (2005). «The Star-Crossed Split». In:  Jordan. Warship 2005. Londres: Conway Maritime Press. pp. 97–110. ISBN 978-1-84486-003-6
- Chesneau, ed. (1980). Conway's All the World's Fighting Ships, 1922–1946. Londres: Conway Maritime Press. ISBN 978-0-85177-146-5
- Freivogel, Zvonimir (2014). «From Glasgow to Genoa under Three Flags – The Yugoslav Flotilla Leader Dubrovnik» (PDF). Sochi, Federação Russa: Academic Publishing House Researcher. Voennyi Sbornik. 4 (2): 83–88. ISSN 2309-6322. Consultado em 25 de outubro de 2014
- Freivogel, Zvonimir; Grobmeier, A. H. (2006). «Question 36/05: Armament of Yugoslav Destroyer Leader Split». Warship International. XLIII (4): 362. ISSN 0043-0374 Verifique o valor de |name-list-format=amp (ajuda)
- Friedman, Norman (2011). Naval Weapons of World War One. Annapolis, Maryland: Naval Institute Press. ISBN 978-1-84832-100-7
- Jarman, ed. (1997a). Yugoslavia Political Diaries 1918–1965. 2. Slough, Reino Unido: Cambridge Archive Editions. ISBN 978-1-85207-950-5
- Jarman, ed. (1997b). Yugoslavia Political Diaries 1918–1965. 3. Slough, Reino Unido: Cambridge Archive Editions. ISBN 978-1-85207-950-5
- Lenton, H.T. (1975). German Warships of the Second World War. Londres: Macdonald and Jane's. ISBN 978-0-356-04661-7
- Preston, Antony; Jordan, John; Dent, Stephen (2005). Warship. Londres: Conway Maritime Press. ISBN 978-1-84486-003-6
- Whitley, M. J. (1988). Destroyers of World War Two: An International Encyclopedia. Annapolis, Maryland: Naval Institute Press. ISBN 978-0-87021-326-7

### Websites
- «Flammes sur l'Adriatique (1967) – Alexandre Astruc» [Mar Adriático de Fogo (1967) – Alexandre Astruc] (em francês). La Cinémathèque française. 2001. Consultado em 7 de novembro de 2016
- «Kako su oficiri Spasić i Mašera herojski poginuli u Boki» [Como os oficiais Spasić e Mašera faleceram heroicamente em Boka]. Cafe del Montenegro (em servo-croata). 17 de abril de 2017. Consultado em 25 de janeiro de 2020
- Luković, Siniša (2016). «"Zagreb" umire, "Zagreb" se ne predaje» ["Zagreb" está a morrer, "Zagreb" não se renderá]. Vijesti online (em servo-croata). Vijesti. Consultado em 5 de novembro de 2016. Arquivado do original em 13 de maio de 2016
- Niehorster, Leo (2016). «Balkan Operations Order of Battle Royal Yugoslavian Navy 6th April 1941». Leo Niehorster. Consultado em 4 de novembro de 2016
- «World War I and II». Museu Marítimo de Montenegro. 2007. Consultado em 25 de janeiro de 2020